# Gran Cammeo di Francia
Il Gran Cammeo di Francia (Grand Camée de France) è un cammeo lavorato a cinque strati di onice, databile al 23 d.C. circa e conservato al Cabinet des médailles di Parigi. Si tratta del più grande cammeo antico pervenuto.

## Storia
Il cammeo compare nel tesoro della Sainte-Chapelle di Parigi a partire dal 1279. Su ordine di Luigi XVI venne trasferito al Cabinet des médailles il 1º maggio 1791, dove si trova tutt'oggi (inv. 264).

## Descrizione
Il fregio è diviso in tre registri. Nel registro inferiore si trovano dei barbari sconfitti, resi prigionieri con le loro famiglie. 
In quello centrale vi è la glorificazione dei Giulio-Claudi:  si vedono i personaggi all'epoca viventi della dinastia giulio-claudia: Tiberio imperatore, al centro, con in mano lo scettro e il lituo, porta sui fianchi l'egida, in veste di Giove e siede su un trono rialzato, con la fianco la madre Livia raffigurata come Cerere, con in mano delle melagrane, riferimento al culto funerario del divo Augusto. All'altro lato vediamo la moglie di Tiberio, Giulia, figlia di Augusto. La composizione di Tiberio e Livia su un unico trono vuole rafforzare il legame tra Augusto e Tiberio, suo figlio adottivo. Di fronte a lui vi è Nerone Cesare, figlio maggiore di Germanico. Dietro vi è Claudia Livilla, raffigurata alle spalle di Nerone. Accanto a Livilla, vestito con una uniforme militare, vi è un giovanissimo Gaio Cesare, il futuro imperatore Caligola.
Ai piedi del trono imperiale un barbaro seduto rappresenterebbe probabilmente la Partia nemica acerrima dell'impero, indicata da Livia come prossimo obiettivo. Alle spalle di Tiberio e Livia troviamo Druso Cesare secondogenito di Germanico e la madre Agrippina maggiore che insieme al figlio volge lo sguardo in direzione dell'apoteosi di Germanico verso l'avo Augusto. 
Nel registro superiore, riservato alle divinità, si vedono membri scomparsi della gens Giulia, quali Augusto al centro (vestito da pontifex maximus), sorretto da una figura che dovrebbe essere Iulo, figlio di Enea e nipote di Venere che secondo la leggenda sarebbe capostipite della gens Giulia con in mano un globo. Alle sue spalle troviamo Druso minore, figlio di Tiberio, morto nel 23, di fronte a lui in groppa a Pegaso tirato da un Amorino, vi è Germanico, figlio adottivo ed erede di Tiberio, morto in Siria nel 19.
Il senso generale della scena è marcare la continuità tra Augusto e i successivi membri della dinastia giulio-claudia come dinastia destinata a governare il mondo.